# Templo Yunju
O Templo Yunju (chinês tradicional: 雲居寺, chinês simplificado: 云居寺, pinyin: Yúnjū Sì) é um templo Budista localizado no Distrito de Fangshan, a 70 quilômetros a sudoeste de Pequim.

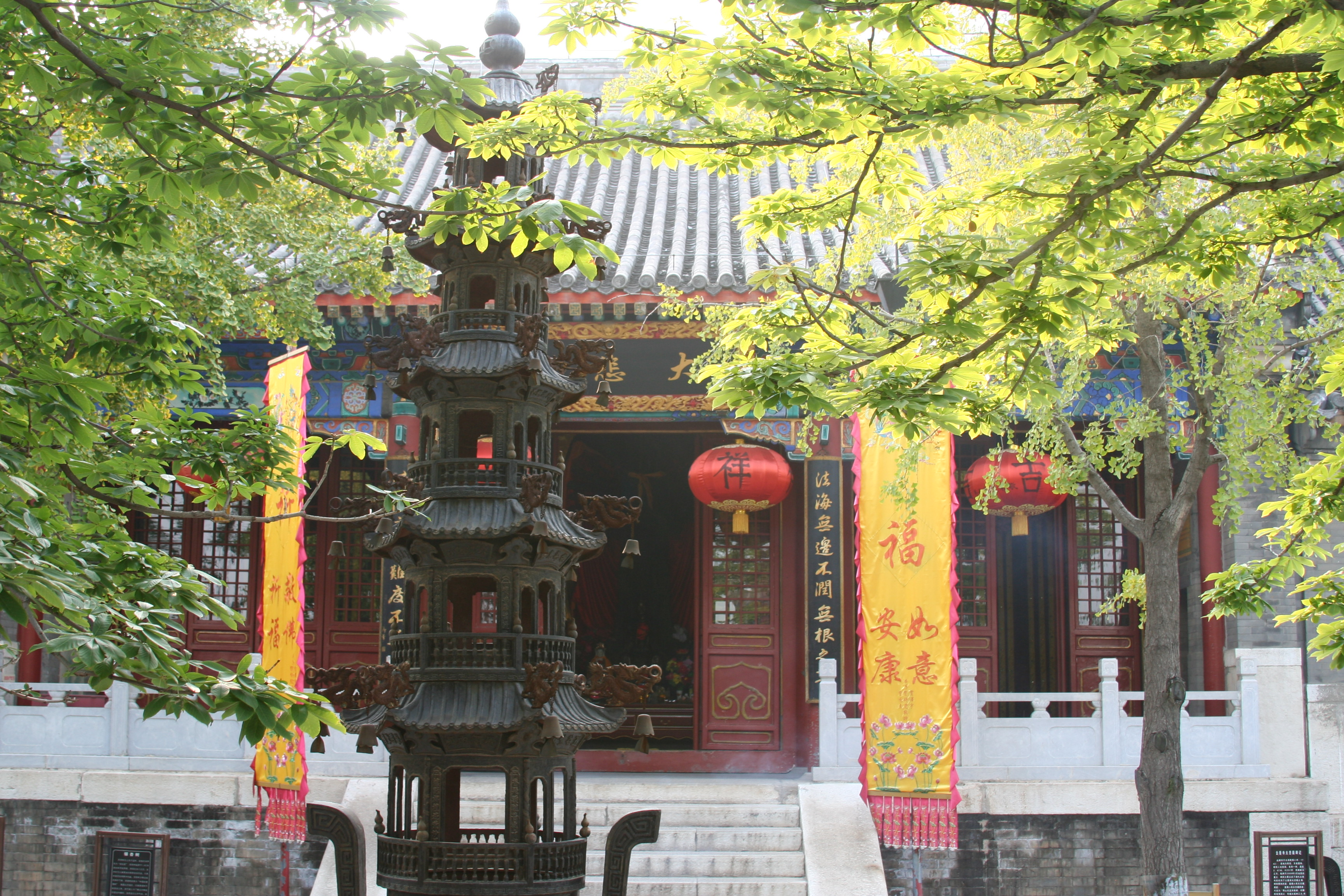
Ala Guanyin do Templo Yunju

## História
O templo foi construído no início do século VII. Em 616, a primeira escritura, em pedra, budista foi feito no templo por um monge chamado Jingwan. Porque haviam debates entre Budistas e Taoistas, Jingwan, temendo represálias dos Taioistas, decidiu esculpir suas escrituras em pedra em vez de as escrever em papel. O trabalho sobre as tábuas de pedra continuou por mais de mil anos antes de terminar, em 1655. Na dinastia Sui e no início da dinastia Tang, doze sutras foram esculpidos. Na dinastia Liao e a dinastia Jin, os Khitan Tripitaka (契丹大藏經) fora esculpido, sendo este a única versão do Cânone Budista Chinês que sobrevive até hoje. Esculpida em 77,000 de blocos de madeira, as escrituras atraem um grande número de visitantes.
No total, 1,122 escrituras Budistas em 3572 volumes foram produzidos no templo. Na década de 1930, uma parte significativa do templo foi destruído. Dois fragmentos de osso que se acredita pertencer a Buda são consagrados no local.
Originalmente existiam seis alas no templo, organizadas de leste a oeste. Em ambos os lados das alas existiam acomodações para os monges e convidados.